# Arcidiecéze San Cristobal de la Habana
Arcidiecéze havanská (latinsky Archidioecesis San Cristobal de la Habana) je římskokatolická metropolitní arcidiecéze, sídlo havanské církevní provincie, která je součástí struktury katolické církve na Kubě. Jejím arcibiskupem je nyní kardinál Juan de la Caridad García Rodríguez.

## Stručná historie
Diecéze v Havaně byla ustanovena roku 1787 a na arcidiecézi byla povýšena v roce 1925.